# Podarcis lilfordi
La lagartija balear (Podarcis lilfordi) es una especie de reptil escamoso  de la familia Lacertidae que vivía en las islas de Mallorca, Menorca e islotes de los alrededores; ha desaparecido en gran medida de las islas mayores,medias, pero sigue viviendo en los pequeños islotes, donde existen numerosísimas subespecies. La causa de la desaparición de las islas principales parece ser la introducción de otras especies competidoras o depredadoras por parte de los romanos.
La adaptación a la insularidad ha llevado a este animal a realizar puestas reducidas (2 huevos grandes, en vez de los 8-10 pequeños de las lagartijas continentales), siendo esta una estrategia típica en ambientes pobres y estables, pero que al mismo tiempo la convierte en una especie muy frágil si el ambiente se modifica.
Actualmente se encuentra en la isla de Mallorca, 

## Subespecies
Según Engelmann et al., 1993[cita requerida] se diferencian 27 subespecies:
- Podarcis lilfordi lilfordi (Günther, 1874). Habita en la isla del Aire, frente a la costa sudeste de Menorca.
- Podarcis lilfordi addayae (Eisentraut, 1928). Habita en las islas Addaia, dentro del puerto de Addaia, en la costa norte de Menorca.
- Podarcis lilfordi balearica (Bedriaga, 1879). Vive en la isla del Rey, dentro del puerto de Mahón, en la costa este.
- Podarcis lilfordi brauni (Müller, 1927). Habita en la isla d'en Colom, junto a Menorca. Es de talla mediana, con la espalda de color verde oliva, azul en machos viejos, el vientre es gris claro. Está protegida por Real Decreto 439/1990.
- Podarcis lilfordi carbonerae Pérez Mellado & Salvador, 1988. Endémica de la isla Carbonera en la costa de Menorca. Es de talla media, coloración dorsal y tiene un cuello más ancho que la cabeza.
- Podarcis lilfordi codrellensis Pérez Mellado & Salvador, 1988. Exclusiva del islote de Binicodrell, frente a la costa sur de Menorca. De talla menor y con cabeza relativamente pequeña y patas muy largas. Está protegida por el Real Decreto 439/1990.
- Podarcis lilfordi colomi (Salvador, 1980). Esta subespecie, también protegida por el Real Decreto 439/1990, habita en la isla del Colomer, frente a la costa nordeste de Menorca.
- Podarcis lilfordi conejerae (Müller, 1927).
- Podarcis lilfordi espongicola (Salvador, 1979)
- Podarcis lilfordi estelicola (Salvador, 1979)
- Podarcis lilfordi fahrae (Müller, 1927)
- Podarcis lilfordi fenni (Eisentraut, 1928). Se halla en el isla de Sanitja, en el extremo norte de Menorca.
- Podarcis lilfordi gigliolii (Bedriaga, 1879). Habita en la isla Dragonera en el norte de Mallorca.
- Podarcis lilfordi hartmanni (Wettstein, 1937)
- Podarcis lilfordi hospitales
- Podarcis lilfordi imperialensis (Salvador, 1979)
- Podarcis lilfordi isletasi
- Podarcis lilfordi jordansi (Müller, 1927)
- Podarcis lilfordi kuligae (Müller, 1927)
- Podarcis lilfordi nigerrima (Salvador, 1979)
- Podarcis lilfordi planae (Müller, 1927)
- Podarcis lilfordi probae (Salvador, 1979)
- Podarcis lilfordi porrosicola Pérez Mellado & Salvador, 1988. Esta subespecie habita en la isla de los Puerros, al norte de Menorca.
- Podarcis lilfordi rodriquezi (Müller, 1927). Propia de la isla del Rey, dentro del puerto de Mahón (Menorca).
- Podarcis lilfordi sargantanae (Eisentraut, 1928). Exclusiva de las islas de Sargantana y Ravells, Bledes y Tusqueta, todas en la costa norte de Menorca.
- Podarcis lilfordi toronis (Hartmann, 1953)
- Podarcis lilfordi xapaticola (Salvador, 1979)